# Thésy
Thésy là một xã trong vùng hành chính Franche-Comté, thuộc tỉnh Jura, quận Lons-le-Saunier, tổng Salins-les-Bains. Tọa độ địa lý của xã là 46° 54' vĩ độ bắc, 05° 55' kinh độ đông. Thésy nằm trên độ cao trung bình là 695 mét trên mực nước biển, có điểm thấp nhất là 639 mét và điểm cao nhất là 718 mét. Xã có diện tích 4.92 km², dân số vào thời điểm 2004 là 65 người; mật độ dân số là 13 người/km².

## Thông tin nhân khẩu
| 1962 | 1968 | 1975 | 1982 | 1990 | 1999 |
| ---- | ---- | ---- | ---- | ---- | ---- |
| 71   | 79   | 77   | 81   | 74   | 62   |